# 島田検定!! 国民的潜在能力テスト
『島田検定!! 国民的潜在能力テスト』（しまだけんてい こくみんてきせんざいのうりょくテスト）は、2005年4月16日から2006年2月25日までTBSで毎週土曜19:56 - 20:54（JST）に放送されていた「PQ」（Potentiality Quotient・潜在能力指数）をはかるクイズバラエティ番組である。略称は『島田検定!!』。司会は島田紳助。デジタルハイビジョン対応番組（地上デジタル放送のみ）。
2005年10月22日からは『島田検定SUPER!!』（しまだけんていスーパー）へと改題、内容もリニューアルされた。

## 番組概要
2004年7月28日に「水曜プレミア」枠で放送された「島田紳助の国民的潜在能力検定 PQテスト!」が、16.1％（ビデオリサーチ・関東地区）の高視聴率をマークしたことを受け、2005年4月より土曜20時台でレギュラー化された。
イメージマスコットキャラクターには、同じく島田紳助（のちに今田耕司）が司会を務めていた『オールスター感謝祭』で使用されている「ピテカンブラザーズ」というキャラクターを起用し、「世の中、IQではなく、PQが必要だ」をキャッチフレーズにスタートした斬新な企画であった。
2005年10月22日からは番組をリニューアルし、タイトルも「島田検定SUPER!!」に変更した。2005年12月以降「発表!!第38回日本有線大賞」・「Mr.マリック特番」・「第47回輝く!日本レコード大賞」・「KUNOICHI」・「爆笑問題のバク天!」の拡大版「爆笑問題の大バク天!」などの様々な特番が乱発され、レギュラー放送は2006年2月25日で終了した。
なお、4月からの後番組は「アスリート応援TV! ニッポン!チャ×3」となり、引き続き紳助が司会を務めた。また、「ニッポン!チャ×3!」が始まる4月までの間は「爆笑問題の大バク天!」などの特別番組が編成された。

## 出演者

### 司会
- 島田紳助
- 和田アキ子 - 2005年8月27日放送の2時間SPにて、リズムに乗ってワンニャーカーというゲームで紳助が緊急参戦したので、司会を務めた。

### アシスタント
※いずれも当時TBSアナウンサー。
- 竹内香苗 - 2004年7月28日の特番のみのアシスタント。
- 川田亜子 - この番組の前座番組である「爆笑問題のバク天!」にも出演していた。
- 青木裕子 - 2005年11月5日の「渡る世間は危機ばかり2時間SP」で川田がパネリストに回った為の代打。2005年7月23日にも出演
- 小林麻耶 - 2005年11月5日および2006年1月27日にはパネリストとして出演していたが、2006年2月25日の最終回にはアシスタントとして出演した。

### パネリスト
- ドランクドラゴン（塚地武雅・鈴木拓）
- 雨上がり決死隊（宮迫博之・蛍原徹）
- ユンソナ
- 井ノ原快彦（当時・V620th Century）

過去に出演したパネリスト
- 北斗晶
- 綾瀬はるか
- 山田優
- くまきりあさ美
- 大神いずみ
- 西川史子 - 第1回：2時間SP同点優勝
- 江田けんじ - 第1回：2時間SP同点優勝
- 野々村真
- 湯浅卓
- 山本美憂
- 中井美穂
- 生瀬勝久
- 福島みずほ
- 徳光和夫
- 千田正穂
- 小池栄子
- 出川哲朗
- 岩崎恭子
- 平沢勝栄
- 和田アキ子 -代理MCも務めた。
- 清水直行（千葉ロッテマリーンズ）
- 渡辺正行（コント赤信号）
- 野沢直子

### コーナー出演
- 金剛地武志
- 田中千代

### ナレーター
- 田子千尋
- 小山力也
- 井上喜久子

## ルール

### 初期の特番時のルール
「島田紳助の国民的潜在能力検定 PQテスト」及び初期の特番では、少し通常放送とルールが異なっており、基本は後述の初期ルールと同じであるが、自分が獲得した得点を合計することで「テスト・ザ・ネイション 全国一斉IQテスト」（テレビ朝日）と同じ要領で、おおよそのPQ値が分かるようになっていた。しかし、この通常放送とは違った試みがルールを複雑にしてしまったことから、後に特番でもこのルールは用いず、通常放送時のルールを用いるようになった。

### 通常放送時のルール

#### 初期ルール
芸人・タレント・グラビアアイドル・ホスト・教授など様々な枠から計10人のパネリストが出演し、解答する。
- 問題の難易度と得点
  - LEVEL1　5点(黄色)
  - LEVEL2　8点(青)
  - LEVEL3　10点(緑)
  - LEVEL4　12点(赤)
  - LEVEL5　15点(紫色)

#### 島田検定SUPER!!ルール
厳密には「島田検定!!」後期からのルール。芸人・若手タレントなど、ジャンル別に3人1チームを組み、チーム対抗で得点（単位：PQ）を競う。
- 問題の難易度と得点
  - LEVEL1　1PQ
  - LEVEL2　2PQ
  - LEVEL3　3PQ
  - LEVEL4　4PQ
  - LEVEL5　5PQ

## 問題

### 基本問題
（「島田検定SUPER!!」では「頭をやわらかくするPQパズル」という名称）

「島田検定!!」と「島田検定SUPER!!」の中期まで登場した、この番組の基本となる問題。特に「島田検定!!」の後期まではこの形式の問題だけで構成されていた。
- 記述問題
  - 「脳内エステ IQサプリ」で出題される様なトンチを効かせた問題や実際に企業や歴史上の人物が知恵や機転（PQ）を使って成功させた事象に関する問題が出題される。
  - 正解すれば問題の難易度に応じた得点を獲得（考え方が合っていれば正解とみなす）。また正解に近かったなど、場合によって半分の得点を獲得できることもある。

- 電話を使った問題
  - 記述問題と同様にトンチ問題が出題されるが、解答は電話ボックスの中に入って、紳助に電話を通じて解答する。
  - 問題の出題と同時に解答者は全員、解答席の前に出て正解した人から順に解答席に戻れる
  - 1回目の解答で正解すれば難易度に応じた得点を獲得
  - 正解者（とアシスタントの川田亜子）は、イヤホンを通じて他人の解答を聞くことができる特典がある
  - 2回目以降で正解しても得点は加算されないが、席に戻って、他の人の解答を聞くことができる。

- 実演で答える問題
  - 記述問題と同様にトンチ問題が出題されるが、解答は別室で模型を使っての実演で行う。
  - 正解すれば問題の難易度に応じた得点を獲得。

### その他の問題
- リズムに乗って「ワン」「ニャー」「カー」
  - 「島田検定!!」の後期と「島田検定SUPER!!」の前期に登場
  - 各チームの代表1名が挑戦する脳をほぐすためのリズムゲーム
  - リズムに乗って画面に出てくる犬、ネコ、鳥（カラス）の鳴き声を番組側から指名された解答者が口頭で答える。
  - 但し、犬は「カー」、ネコは「ワン」、鳥（カラス）は「ニャー」と鳴くものとする。
  - つまり、日常とは違うルールにいち早く慣れ、頭の切り替えが出来るかを問うゲームである
  - 鳴き声の他に「こんにちは」「ハロー」「ニイハオ」などの別バージョンもある
  - 間違えたり、リズムに乗れなかった人から脱落し、最後まで残ると3PQ（スペシャルの時は5PQ）獲得
  - 1回は代役で和田アキ子が司会をした。

- ボーナスPQ　キャラかぶランキング
  - 後期の「島田検定!!」の特番で1回だけ登場
  - 「お題の有名人とキャラクターが似ている（かぶっている）有名人は？」というアンケートを街頭で実施し、その結果の上位をあてる。
  - まず自分を知ることがPQ向上への第一歩という趣旨で行われた企画
  - チームごとに記述で解答し、ランキングの上位をあてるほど高得点。ランク外は無得点。
  - 1位をあてると15PQ、2位は10PQ、3位は8PQ。以下、順位が下がるごとに1PQ刻みで低い得点となる。

- 実話PQ　どれがホント！？
  - 2005年12月3日放送の「島田検定SUPER!!」で登場
  - 実際に企業が知恵や機転（PQ）を使って成功させた事象に関する問題が3択で出題される。
  - 正解すると1PQを獲得

- 例えPQ
  - 出題された場面において、例え話でいかにうまく自分の言いたいことを相手に伝えられるかを競う問題
  - チームごとに記述で解答し、一般人100人（後にPQ陪審員100人）が評価。支持率が最も多かったチームに3PQ

- PQで解決　日本の不満
  - 視聴者から寄せられた日常の不満を紹介し、実際に企業などが知恵や機転（PQ）を使って改善させた事例を紹介するコーナー。
  - 歯科の不満を紹介した際に、紳助が悪徳歯科の税金対策方法を全国の歯科がやっているように言ってしまい、翌週、アシスタントの川田亜子アナウンサーが番組を代表して謝罪のコメントをした。

- 世渡りPQ→紳助に挑戦!いざという時の一言PQ
  - 出題された場面において、どの様に機転を効かせて対応するかをチームごとに記述で解答する
  - 後にチームの代表が解答を実演して見せる方式になった
  - 一般人100人（後にPQ陪審員100人）の支持率が紳助よりも多かったチームに5PQ
  - クイズ!ヘキサゴンIIの2007年10月10日放送「生きる知恵クイズ」でほぼ同じ内容で出題されている。相手役(女性編は)にこの番組同様、金剛地武志が出演した。
    - なお、「島田検定SUPER!!」になってからの特番では「一言PQ」以外のものは、ほとんど廃止になり、2006年1月14日のスペシャルからは「言ってはいけない一言SP」と題して、チームも前半戦のチーム・後半戦のチームに分かれるようになった。進行方法は言ってはいけない一言のダメ例→トーク→実践問題となった。また、PQ陪審員の支持率が紳助より高かったチームには賞金5万円が贈呈されるルールとなり、得点（PQ）の概念がなくなった（当初は紳助にも5万円ルールはあったがすぐに廃止された）。

## エンディング
全問題終了後、「島田検定SUPER!!」以前はチーム優勝と「MPQ」（トップ賞）を口頭で発表したあと、最も成績の悪い「ダメPQ」を発表する。「ダメPQ」は開始当初は口頭での発表だったが、のちに解答席の右端にある金属に右手をのせて電流を受けた人が「ダメPQ」という発表方法となった。
「島田検定SUPER!!」になってからはMPQとダメPQの概念がなくなり、チーム優勝のみの発表となった。
「MPQ」になると「PQ奨学金」として5万円分の商品券、または図書カードが授与された。また、チーム優勝の場合も同じく、各々に3万円分ずつの図書カードが授与された。

## スタッフ
- 問題監修：植島啓司（人間総合科学大学教授・宗教人類学者）
- 構成：都築浩、樋口卓治、福原フトシ、山名宏和、岩澤俊之、北本かつら / 清珍郎、工藤幸、武田郁之輔、遠藤正也、勝さんど、林賢一、小林のぞみ
- TM：中澤健
- TD：高松央
- CAM：廣田雅之
- VE：佐藤公幸
- VTR：木野内洋
- 音声：麦倉良彦
- PA：宮坂修
- 照明：山本和宏
- 音響効果：太田光則・福永真弓（ZACK）
- 編集：海老原博和
- MA：的池将
- CG：山口泰広、中山新之介
- 問題CG：ジーニーズ
- タイトルロゴデザイン：LiLinc
- 美術プロデューサー：村上仁之
- 美術デザイン：山口智広
- 美術制作：海上泰隆
- 装置：尻無浜宏人
- 大道具操作：塚上博
- 装飾：門間誠
- 電飾：森田光俊
- メカシステム：大谷圭一
- 持ち道具：貞中照美
- 衣裳：中川博次
- メイク：アートメイク・トキ
- リサーチ：おぉぱ、PAライターズ
- 番宣：小山陽介
- TK：大島倫子
- デスク：大澤麻子
- AP：たむらたくら（田村拓久良）、菊池絢子
- キャスティングプロデューサー：石岡茂雄、小野裕子
- ディレクター：須藤孝幸、木戸隆文、井上充、松崎充洋、安元秀幸、福田景多、中澤剛、西本誠、有田武史、青山優子、渡邊美香、嶋瀬暁弓、川崎敬、大橋豪
- 演出：ふじわらまち（藤原麻知）
- プロデューサー：安田淳、江藤俊久（以前は演出。2005年10月からはプロデューサー。）
- チーフプロデューサー：荒井昌也
- 技術協力：東通、エヌ・エス・ティー、TAMCO、ティ・エル・シー、OMNIBUS JAPAN、サウンドユニバース、デジタル・メディア・ラボ
- 美術協力：アックス
- 制作協力：D:COMPLEX
- 制作：TBSテレビ
- 製作著作：TBS